# Honda RC213V
La Honda RC213V è una moto da competizione sviluppata dalla Honda Racing Corporation per il motomondiale classe MotoGP dal 2012.
Come da recente tradizione, il nome della moto è una sigla composta dove "RC" sta per il prefisso sportivo di Honda, "213" indica la terza moto da mondiale del XXI secolo e "V" indica l'architettura a V del propulsore.

## Distinzione dal modello precedente
Sostituisce la precedente RC212V dalla quale differisce per la cilindrata aumentata per regolamento a 1000 cm³. A differenza del modello RC211V utilizzato nelle competizioni dal 2002 al 2006 avente cilindrata di 990 cm³ e frazionamento a 5 cilindri, la RC213V mantiene il frazionamento a 4 cilindri come il modello immediatamente precedente.

## Storia
La RC213V ha visto il suo debutto nei test tenutisi sul circuito ceco di Brno nell'agosto del 2011; successivamente, e nonostante il regolamento tecnico per la stagione MotoGp 2012 preveda, tra i nuovi accorgimenti, l'aumento del peso minimo a 157 kg, già dopo le prime fasi di test pre-stagione nel circuito malese di Sepang, la moto si è dimostrata subito rapida tanto da scendere già sotto i tempi ottenuti nella stagione precedente.
Per la stagione 2012 Honda schiera quattro moto: due del team ufficiale (guidate da Casey Stoner e Daniel Pedrosa) e due clienti (guidate da Stefan Bradl per il team LCR e da Álvaro Bautista per il team Gresini). L'8 aprile 2012 la moto esordisce in MotoGP con il secondo e terzo posto per Stoner e Pedrosa nel GP del Qatar. Nel Gran Premio successivo, Stoner conquista la prima vittoria con la RC213V nel GP di Spagna a Jerez. La stagione d'esordio termina con 12 vittorie e la conquista del titolo costruttori e squadre.
Nella stagione 2013 Honda conquista il titolo piloti grazie all'esordiente Marc Márquez, con 6 successi stagionali e 16 podi totali, ed il titolo costruttori con 9 vittorie (a quelle di Marquez vanno aggiunti 3 successi ottenuti da Daniel Pedrosa). Al mondiale del 2013 si aggiungono anche quelli conquistati sempre da Marc Márquez nel: 2014, 2016, 2017, 2018, 2019.

## Caratteristiche tecniche
|                                                                                   |                                                                                                  |                                                                                                  |                                                                                                  |                                                                                                  |                                                                                                  |
| Dimensioni e pesi                                                                 |                                                                                                  |                                                                                                  |                                                                                                  |                                                                                                  |                                                                                                  |
| Ingombri (lungh.×largh.×alt.)                                                     | 2052 × 645 × 1110 mm                                                                             | 2052 × 645 × 1110 mm                                                                             | 2052 × 645 × 1110 mm                                                                             | 2052 × 645 × 1110 mm                                                                             | 2052 × 645 × 1110 mm                                                                             |
| Altezze                                                                           | Sella: mm - Minima da terra: 115 mm                                                              | Sella: mm - Minima da terra: 115 mm                                                              | Sella: mm - Minima da terra: 115 mm                                                              | Sella: mm - Minima da terra: 115 mm                                                              | Sella: mm - Minima da terra: 115 mm                                                              |
| Interasse: 1435 mm                                                                | Interasse: 1435 mm                                                                               | Massa a vuoto: 157 kg                                                                            | Massa a vuoto: 157 kg                                                                            | Serbatoio: 21 l                                                                                  | Serbatoio: 21 l                                                                                  |
| Meccanica                                                                         |                                                                                                  |                                                                                                  |                                                                                                  |                                                                                                  |                                                                                                  |
| Tipo motore: 4 tempi a v di 90°                                                   | Tipo motore: 4 tempi a v di 90°                                                                  | Tipo motore: 4 tempi a v di 90°                                                                  | Tipo motore: 4 tempi a v di 90°                                                                  | Raffreddamento: a liquido                                                                        | Raffreddamento: a liquido                                                                        |
| Cilindrata                                                                        | 1000 cm³                                                                                         | 1000 cm³                                                                                         | 1000 cm³                                                                                         | 1000 cm³                                                                                         | 1000 cm³                                                                                         |
| Distribuzione: DOHC 4 valvole per cilindro                                        | Distribuzione: DOHC 4 valvole per cilindro                                                       | Distribuzione: DOHC 4 valvole per cilindro                                                       | Alimentazione:                                                                                   | Alimentazione:                                                                                   | Alimentazione:                                                                                   |
| Potenza: oltre 230 cv                                                             | Potenza: oltre 230 cv                                                                            | Coppia:                                                                                          | Coppia:                                                                                          | Rapporto di compressione:                                                                        | Rapporto di compressione:                                                                        |
| Frizione: multidisco a secco                                                      | Frizione: multidisco a secco                                                                     | Frizione: multidisco a secco                                                                     | Cambio: sequenziale (elettronico) estraibile a 6 marce (sempre in presa)                         | Cambio: sequenziale (elettronico) estraibile a 6 marce (sempre in presa)                         | Cambio: sequenziale (elettronico) estraibile a 6 marce (sempre in presa)                         |
| Accensione                                                                        | computerizzata CDI                                                                               | computerizzata CDI                                                                               | computerizzata CDI                                                                               | computerizzata CDI                                                                               | computerizzata CDI                                                                               |
| Trasmissione                                                                      | catena                                                                                           | catena                                                                                           | catena                                                                                           | catena                                                                                           | catena                                                                                           |
| Ciclistica                                                                        |                                                                                                  |                                                                                                  |                                                                                                  |                                                                                                  |                                                                                                  |
| Telaio                                                                            | Doppia trave in alluminio                                                                        | Doppia trave in alluminio                                                                        | Doppia trave in alluminio                                                                        | Doppia trave in alluminio                                                                        | Doppia trave in alluminio                                                                        |
| Sospensioni                                                                       | Anteriore: Forcella telescopica / Posteriore: Sistema Unit Pro-link con monoammortizzatore Showa | Anteriore: Forcella telescopica / Posteriore: Sistema Unit Pro-link con monoammortizzatore Showa | Anteriore: Forcella telescopica / Posteriore: Sistema Unit Pro-link con monoammortizzatore Showa | Anteriore: Forcella telescopica / Posteriore: Sistema Unit Pro-link con monoammortizzatore Showa | Anteriore: Forcella telescopica / Posteriore: Sistema Unit Pro-link con monoammortizzatore Showa |
| Freni                                                                             | Anteriore: dischi in fibra di carbonio Brembo / Posteriore: disco in acciaio Yutaka              | Anteriore: dischi in fibra di carbonio Brembo / Posteriore: disco in acciaio Yutaka              | Anteriore: dischi in fibra di carbonio Brembo / Posteriore: disco in acciaio Yutaka              | Anteriore: dischi in fibra di carbonio Brembo / Posteriore: disco in acciaio Yutaka              | Anteriore: dischi in fibra di carbonio Brembo / Posteriore: disco in acciaio Yutaka              |
| Pneumatici                                                                        | Bridgestone 125/60 - 16.5" e 190/65 - 16.5"                                                      | Bridgestone 125/60 - 16.5" e 190/65 - 16.5"                                                      | Bridgestone 125/60 - 16.5" e 190/65 - 16.5"                                                      | Bridgestone 125/60 - 16.5" e 190/65 - 16.5"                                                      | Bridgestone 125/60 - 16.5" e 190/65 - 16.5"                                                      |
| Prestazioni dichiarate                                                            |                                                                                                  |                                                                                                  |                                                                                                  |                                                                                                  |                                                                                                  |
| Velocità massima                                                                  | oltre 350 km/h                                                                                   | oltre 350 km/h                                                                                   | oltre 350 km/h                                                                                   | oltre 350 km/h                                                                                   | oltre 350 km/h                                                                                   |
| Altro                                                                             |                                                                                                  |                                                                                                  |                                                                                                  |                                                                                                  |                                                                                                  |
| Ruote                                                                             | anteriore: 16.5" - posteriore: 16.5"                                                             | anteriore: 16.5" - posteriore: 16.5"                                                             | anteriore: 16.5" - posteriore: 16.5"                                                             | anteriore: 16.5" - posteriore: 16.5"                                                             | anteriore: 16.5" - posteriore: 16.5"                                                             |
| Fonte dei dati: Honda RC213V, ecco i dati tecnici Honda RC213V, perché va meglio? |                                                                                                  |                                                                                                  |                                                                                                  |                                                                                                  |                                                                                                  |

## Successi
6 Campionati Mondiali Piloti: 
- 6 Marc Márquez (2013, 2014, 2016, 2017, 2018, 2019)

7 Campionati Costruttori (2012, 2013, 2014, 2016, 2017, 2018, 2019)
82 vittorie:
- 2012: 12 (Pedrosa 7, Stoner 5)
- 2013: 9 (Marquez 6, Pedrosa 3)
- 2014: 14 (Marquez 13, Pedrosa 1)
- 2015: 7 (Marquez 5, Pedrosa 2)
- 2016: 6 (Marquez 5, Pedrosa 1)
- 2017: 8 (Marquez 6, Pedrosa 2)
- 2018: 9 (Marquez 9)
- 2019: 12 (Marquez 12)
- 2020: 0
- 2021: 3 (Marquez 3)
- 2022: 0
- 2023: 1 (Rins 1)
- 2024: 0
- 2025: 1 (Zarco 1)